# Osamu Watanabe
Osamu Watanabe (Wassamu, Japón, 21 de octubre de 1940) es un deportista japonés retirado especialista en lucha libre olímpica donde llegó a ser campeón olímpico en Tokio 1964.

## Carrera deportiva

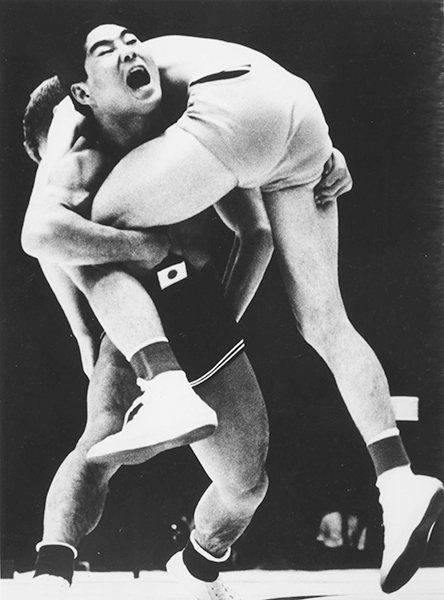
Osamu Watanabe en 1964

En los Juegos Olímpicos de 1964 celebrados en Tokio ganó la medalla de oro en lucha libre olímpica estilo peso pluma, por delante del luchador búlgaro Stancho Kolev (plata) y del soviético Nodar Khokhashvili (bronce).